# 紅旗・L5
L5は、中国の自動車メーカー・第一汽車が製造・販売し、高級車ブランドの紅旗で展開する高級車である。

## 概要

ミンスクの軍事パレードでの紅旗・L5（2017年）

中国の紅旗を代表する高級セダンである。2013年の上海モーターショーで公開され、2015年に挙行された中国人民抗日戦争・世界反ファシズム戦争勝利70周年記念式典でトヨタ・クラウンをベースとする紅旗・H7にエスコートされる形で習近平中央軍事委員会主席が乗る最上級モデルのCA7600Jが登場した。
一般向けには「H」シリーズが展開されており、L5は事実上の中国政府要人専用車である。
豪華装備が多く、各種ミラー、レザー内装、ボーズオーディオシステム、8リットル容量冷蔵庫、TVや液晶パネル機能、各種ビューカメラなどを標準で装備する。車両サイズの違いによる派生モデルも存在し、最上級モデルのL9は日本円換算で約1億5,000万円程度とされる 。
少数の輸出実績があり、ベラルーシへは軍事パレードの観閲車両としてオープンモデルが寄贈された。